# .coffee
.coffee – internetowa domena najwyższego poziomu, przeznaczona dla serwisów związanych tematycznie z kawą, kawiarnią. Domena została zatwierdzona przez ICANN 17 października 2013 roku. Dodana do serwerów głównych w listopadzie 2013 roku.